# Pierluigi Gollini
Pierluigi Gollini, né le 18 mars 1995 à Bologne en Italie, est un footballeur international italien qui évolue au poste de gardien de but à l'AS Rome.

## Biographie

### En club
Passé par les équipes de jeunes des clubs italiens du SPAL Ferrare et de l'AC Fiorentina, Pierluigi Gollini est recruté par Manchester United au cours de l'été 2012. Il garde les buts de la réserve du club anglais pendant deux saisons avant de signer au Hellas Vérone en 2014.
Le 24 septembre 2014, il prend part à sa première rencontre au niveau professionnel en étant titularisé face au Genoa CFC en Serie A. Il participe à trois matchs de championnat lors de sa première saison avec l'équipe première avant d'être plus régulièrement titulaire au cours de la saison suivante (vingt-sept matchs).
Le 8 juillet 2016, Gollini s'engage pour quatre ans avec Aston Villa. Il joue vingt matchs de championnat lors de la première partie de saison 2016-2017 avant d'être prêté pour dix-huit mois avec option d'achat à l'Atalanta Bergame en janvier 2017. Peu utilisé dans les cages du club italien, il dispute douze matchs pendant cette saison et demie passée en prêt à l'Atalanta. Le club de Serie A lève cependant l'option d'achat et fait signer définitivement Gollini en juin 2018.

### En sélection nationale
Pierluigi Gollini défend les couleurs de l'Italie en catégorie des moins de 18 ans, des moins de 19 ans, des moins de 20 ans et des espoirs entre 2012 et 2017.
Le 15 novembre 2019, Gollini honore sa première sélection avec l'équipe d'Italie à l'occasion d'un match comptant pour les éliminatoires de l'Euro 2020 contre la Bosnie-Herzégovine.

## Statistiques
| Saison                | Club                     | Championnat           | Championnat | Championnat | Coupe(s) nationale(s) | Coupe(s) nationale(s) | Supercoupe | Supercoupe | Compétition(s) continentale(s) | Compétition(s) continentale(s) | Compétition(s) continentale(s) | Italie | Italie | Total | Total |
| Saison                | Club                     | Division              | M.          | B.          | M.                    | B.                    | M.         | B.         | Comp.                          | M.                             | B.                             | M.     | B.     | M.    | B.    |
| 2014-2015             | Hellas Vérone            | Serie A               | 3           | 0           | -                     | -                     | -          | -          | -                              | -                              | -                              | -      | -      | 3     | 0     |
| 2015-2016             | Hellas Vérone            | Serie A               | 26          | 0           | 1                     | 0                     | -          | -          | -                              | -                              | -                              | -      | -      | 27    | 0     |
| Sous-total            | Sous-total               | Sous-total            | 29          | 0           | 1                     | 0                     | 0          | 0          | -                              | -                              | -                              | -      | -      | 30    | 0     |
| 2016-2017             | Aston Villa              | Championship          | 20          | 0           | -                     | -                     | -          | -          | -                              | -                              | -                              | -      | -      | 20    | 0     |
| Sous-total            | Sous-total               | Sous-total            | 20          | 0           | -                     | -                     | 0          | 0          | -                              | -                              | -                              | -      | -      | 20    | 0     |
| 2016-2017             | Atalanta Bergame (prêt)  | Serie A               | 4           | 0           | -                     | -                     | -          | -          | -                              | -                              | -                              | -      | -      | 4     | 0     |
| 2017-2018             | Atalanta Bergame (prêt)  | Serie A               | 7           | 0           | 1                     | 0                     | -          | -          | -                              | -                              | -                              | -      | -      | 8     | 0     |
| 2018-2019             | Atalanta Bergame         | Serie A               | 20          | 0           | 3                     | 0                     | -          | -          | C3                             | 4                              | 0                              | -      | -      | 27    | 0     |
| 2019-2020             | Atalanta Bergame         | Serie A               | 33          | 0           | 1                     | 0                     | -          | -          | C1                             | 7                              | 0                              | 1      | 0      | 42    | 0     |
| 2020-2021             | Atalanta Bergame         | Serie A               | 25          | 0           | 4                     | 0                     | -          | -          | C1                             | 3                              | 0                              | -      | -      | 32    | 0     |
| Sous-total            | Sous-total               | Sous-total            | 89          | 0           | 9                     | 0                     | 0          | 0          | -                              | 14                             | 0                              | 1      | 0      | 113   | 0     |
| 2021-2022             | Tottenham Hotspur (prêt) | Premier League        | -           | -           | 4                     | 0                     | -          | -          | C4                             | 6                              | 0                              | -      | -      | 10    | 0     |
| Sous-total            | Sous-total               | Sous-total            | 0           | 0           | 4                     | 0                     | 0          | 0          | -                              | 6                              | 0                              | 0      | 0      | 10    | 0     |
| 2022-2023             | ACF Fiorentina (prêt)    | Serie A               | 3           | 0           | 1                     | 0                     | -          | -          | C4                             | 5                              | 0                              | -      | -      | 9     | 0     |
| Sous-total            | Sous-total               | Sous-total            | 3           | 0           | 5                     | 0                     | 0          | 0          | -                              | 5                              | 0                              | 0      | 0      | 13    | 0     |
| 2022-2023             | SSC Naples (prêt)        | Serie A               | 3           | 0           | -                     | -                     | -          | -          | C1                             | -                              | -                              | -      | -      | 3     | 0     |
| 2023-2024             | SSC Naples (prêt)        | Serie A               | 8           | 0           | 1                     | 0                     | 2          | 0          | C1                             | -                              | -                              | -      | -      | 11    | 0     |
| Sous-total            | Sous-total               | Sous-total            | 11          | 0           | 1                     | 0                     | 2          | 0          | -                              | 0                              | 0                              | 0      | 0      | 14    | 0     |
| Total sur la carrière | Total sur la carrière    | Total sur la carrière | 161         | 0           | 16                    | 0                     | 2          | 0          | -                              | 25                             | 0                              | 1      | 0      | 205   | 0     |

## Palmarès

### En club
Avec l'Atalanta Bergame, Pierluigi Gollini est finaliste de la Coupe d'Italie en 2019.
Avec le SSC Napoli, il est champion d'Italie en 2023 puis finaliste de la Supercoupe d'Italie en 2023.